# Список высших учебных заведений Красноярского края
В список высших учебных заведений Красноярского края включены образовательные учреждения высшего и высшего профессионального образования, находящиеся на территории Красноярского края и участвовавшие в мониторинге Министерства образования и науки Российской Федерации 2015 года. Этим критериям в Красноярском крае соответствуют 10 вузов и 25 филиалов.
Филиалы вузов, головные организации которых находятся в иных субъектах федерации, сгруппированы в отдельном списке. Порядок следования элементов списка — алфавитный.
Вузы, лицензия которых не действует на 3 июня 2016 года, отмечены цветом.

## Список высших образовательных учреждений
| Название                                                                                     | Категория         | Год основания | Месторасположение | Число студентов |
| -------------------------------------------------------------------------------------------- | ----------------- | ------------- | ----------------- | --------------- |
| Красноярский государственный институт искусств                                               | государственный   | 1978          | Красноярск        | 549             |
| Красноярский государственный аграрный университет                                            | государственный   | 1952          | Красноярск        | 14279           |
| Красноярский государственный медицинский университет имени профессора В. Ф. Войно-Ясенецкого | государственный   | 1942          | Красноярск        | 4586            |
| Красноярский государственный педагогический университет имени В. П. Астафьева                | государственный   | 1932          | Красноярск        | 7045            |
| Красноярский государственный художественный институт                                         | государственный   | 1987          | Красноярск        | 348             |
| Норильский индустриальный институт                                                           | государственный   | 1961          | Норильск          | 1384            |
| Сибирский государственный аэрокосмический университет имени академика М. Ф. Решетнёва        | государственный   | 1959          | Красноярск        | 7383            |
| Сибирский государственный технологический университет                                        | государственный   | 1930          | Красноярск        | 8502            |
| Сибирский институт бизнеса, управления и психологии                                          | негосударственный | 1994          | Красноярск        | 1262            |
| Сибирский федеральный университет                                                            | государственный   | 2006          | Красноярск        | 31573           |

## Список филиалов высших образовательных учреждений
| Название | Категория         | Год основания | Месторасположение | Месторасположение головной организации | Число студентов |
| --- | ----------------- | ------------- | ----------------- | -------------------------------------- | --------------- |
| Ачинский филиал Красноярского государственного аграрного университета                                               | государственный   | 1998          | Ачинск            | Красноярск                             | 1134            |
| Восточно-Сибирский институт туризма (филиал Российской международной академии туризма)                              | негосударственный | 1972          | Красноярск        | Химки                                  |                 |
| Заполярный филиал Ленинградского государственного университета имени А. С. Пушкина                                  | государственный   | 2001          | Норильск          | Санкт-Петербург                        | 1189            |
| Красноярский институт водного транспорта (филиал Сибирского государственного университета водного транспорта)       | государственный   | 1953          | Красноярск        | Новосибирск                            | 386             |
| Красноярский институт железнодорожного транспорта (филиал Иркутского государственного университета путей сообщения) | государственный   |               | Красноярск        | Иркутск                                | 2618            |
| Красноярский институт экономики (филиал Санкт-Петербургского университета управления и экономики)                   | негосударственный | 1996          | Красноярск        | Санкт-Петербург                        | 1240            |
| Красноярский филиал Современной гуманитарной академии                                                               | негосударственный |               | Красноярск        | Москва                                 |                 |
| Красноярский филиал Университета Российского инновационного образования                                             | негосударственный | 2005          | Красноярск        | Москва                                 |                 |
| Красноярский филиал Академии труда и социальных отношений                                                           | негосударственный | 1997          | Красноярск        | Москва                                 |                 |
| Красноярский филиал Московского государственного университета экономики, статистики и информатики                   | государственный   |               | Красноярск        | Москва                                 |                 |
| Лесосибирский педагогический институт (филиал Сибирского федерального университета)                                 | государственный   | 1940          | Лесосибирск       | Красноярск                             | 1068            |
| Лесосибирский филиал Сибирского государственного технологического университета                                      | государственный   | 1982          | Лесосибирск       | Красноярск                             | 718             |
| Норильский филиал Кисловодского института экономики и права                                                         | негосударственный |               | Норильск          | Кисловодск                             | 327             |
| Таймырский филиал Ленинградского государственного университета имени А. С. Пушкина                                  | государственный   |               | Дудинка           | Санкт-Петербург                        |                 |
| Филиал в Ачинске Красноярский государственный педагогический университет имени В. П. Астафьева                      | государственный   |               | Ачинск            | Красноярск                             | 208             |
| Филиал в Железногорске Красноярский государственный педагогический университет имени В. П. Астафьева                | государственный   | 2002          | Железногорск      | Красноярск                             | 350             |
| Филиал в Железногорске Сибирского государственного аэрокосмического университета имени академика М. Ф. Решетнёва    | государственный   | 2003          | Железногорск      | Красноярск                             | 401             |
| Филиал в Зеленогорске Сибирского государственного аэрокосмического университета имени академика М. Ф. Решетнёва     | государственный   |               | Зеленогорск       | Красноярск                             |                 |
| Филиал в Канске Московского психолого-социального университета                                                      | негосударственный |               | Канск             | Москва                                 |                 |
| Филиал в Красноярске Московского психолого-социального университета                                                 | негосударственный |               | Красноярск        | Москва                                 |                 |
| Филиал в Красноярске Российского государственного гуманитарного университета                                        | государственный   | 2000          | Красноярск        | Москва                                 |                 |
| Филиал в Красноярске Российского государственного социального университета                                          | государственный   |               | Красноярск        | Москва                                 |                 |
| Филиал в Красноярске Санкт-Петербургского института внешнеэкономических связей, экономики и права                   | негосударственный | 1996          | Красноярск        | Санкт-Петербург                        |                 |
| Филиал в Норильске Московского государственного института культуры                                                  | государственный   |               | Норильск          | Москва                                 | 253             |
| Филиал в Норильске Московского института предпринимательства и права                                                | негосударственный |               | Норильск          | Москва                                 |                 |